# Colladonus decorus
Colladonus decorus är en insektsart som beskrevs av Nielson och Carolina Godoy 1995. Colladonus decorus ingår i släktet Colladonus och familjen dvärgstritar. Inga underarter finns listade i Catalogue of Life.